# Now and Always: 20 Years of Dreaming
Now and Always: 20 Years of Dreaming è un album raccolta della cantante britannica Gabrielle, pubblicato nel 2013 in omaggio alla sua carriera ventennale.
L'album comprende le canzoni che hanno riscosso maggior successo durante la carriera dell'artista, tra le quali Out of Reach, figurante nella colonna sonora del film Il diario di Bridget Jones nel 2001.